# تيد جنسن
تيد جنسن (بالإنجليزية: Ted Jensen)‏ هو مهندس الصوت وملحن ومنتج أسطوانات ومهندس أمريكي، ولد في 19 سبتمبر 1954 في نيو هيفن في الولايات المتحدة.

## وصلات خارجية
- الموقع الرسمي
- تيد جنسن على موقع IMDb (الإنجليزية)
- تيد جنسن على موقع ميوزك برينز (الإنجليزية)
- تيد جنسن على موقع أول ميوزيك (الإنجليزية)
- تيد جنسن على موقع ديسكوغز (الإنجليزية)